# Oskar Guttmann
Oskar Guttmann (1885–1943) byl židovský hudební skladatel.
Roku 1939 uprchl z Německa do USA, kde zemřel. Jeho synem byl Alfred Goodman.